# 張美妮
張美妮（英語：Cheung Mei Ni Geena，1980年3月2日—）現為香港無綫電視基本藝人合約女藝員、主持，1998年參加第13期無綫電視藝員訓練班入行，現在是有數間分店的連鎖髮型屋「Sigo Hair Salon」老闆娘。另外，她亦於2013年踏足飲食界，在沙田置富第一城商場開設餐廳「American Seafood & Grill」。

## 簡介
張美妮小時候曾居於新界北區粉嶺，自小於沙田長大，家中有一位妹妹。父親經營餐廳（至2003年結業）和當餐廳經理。她曾就讀胡素貞博士紀念學校，中學畢業於新法書院（與藝人陳少邦為同屆同學）。1999年，參加第13期（1999年）無綫電視藝員訓練班而入行，同期同學有楊怡、林峯等。随後進入無綫電視，成為旗下女藝員。加入無綫電視之後，開始主持節目和參演無線電視劇集。偶爾受邀於節目中擔任嘉賓，其中張美妮是獎門人系列的常客。張美妮畢業後飾演的角色大部分是跑龍套角色，於2009年始漸露頭角，如《碧血鹽梟》的妓女映月、《真相》的黃雅樂（細C）、《衝呀！瘦薪兵團》中的閔家麗、《心路GPS》的胡麗芬以及《師父·明白了》的冬梅等。張美妮曾簽約香港唱片公司成為 Silly Thing 的歌手，與女歌手吳日言是公司同期藝人。
2012年，張美妮在節目《瘋狂歷史補習社》中的搞笑演出獲許多觀眾喜愛，亦令其人氣急升。
2016年，在劇集《鐵馬戰車》首度挑戰大反派。近年也是王心慰及陳耀全的常用演員。
2022年11月，張美妮於出席《萬千星輝賀台慶》後，感染新冠病毒。她稱自己病徵不算輕微，亦傳染了給女兒及家傭。

## 演出作品

### 電視劇（無綫電視）
| 年份   | 劇名              | 角色                   |
| 1999年 | 人龍傳說          | 村女                   |
| 1999年 | 非常保鑣          | 接待員／酒會賓客／酒保 |
| 2005年 | 甜孫爺爺          | Gigi                   |
| 2005年 | 奇幻潮            | Sue                    |
| 2006年 | 滙通天下          | 齊素蘭                 |
| 2007年 | 歲月風雲          | 江敏                   |
| 2007年 | 鐵咀銀牙          | 連成碧                 |
| 2007年 | 律政新人王II      | 張美倩（Cindy）        |
| 2008年 | 金石良緣          | 張麗娟（Cherry）       |
| 2009年 | 碧血鹽梟          | 映月                   |
| 2010年 | 公主嫁到          | 方克蘭                 |
| 2010年 | 天天天晴          | 顧小姐                 |
| 2011年 | 居家兵團          | Ronnie                 |
| 2011年 | Only You 只有您   | Candy                  |
| 2011年 | 誰家灶頭無煙火    | 孫太                   |
| 2011年 | 真相              | 黃雅樂（細C）          |
| 2011年 | 布衣神相          | 盲歌女                 |
| 2011年 | 荃加福祿壽探案    | 街坊                   |
| 2012年 | On Call 36小時    | 何敏妮（Bonnie）       |
| 2012年 | 當旺爸爸          | 王月華                 |
| 2012年 | 愛·回家 (第一輯)  | 冰冰                   |
| 2012年 | 衝呀！瘦薪兵團    | 閔家麗（Carrie）       |
| 2012年 | 造王者            | 葉若媚                 |
| 2012年 | 大太監            | 瓜爾佳·慶璇            |
| 2013年 | 心路GPS           | 胡麗芬                 |
| 2013年 | 神探高倫布        | 蔡秀婷                 |
| 2013年 | 師父·明白了       | 冬梅                   |
| 2014年 | 守業者            | 方綺紅（青年）         |
| 2014年 | 愛我請留言        | 姚淑莊（Angel）        |
| 2015年 | 拆局專家          | 朱鳳儀（青年）         |
| 2015年 | 陪著你走          | 余加勤                 |
| 2016年 | 鐵馬戰車          | 肖英                   |
| 2016年 | 愛·回家 (第二輯)  | 冰冰                   |
| 2016年 | 火線下的江湖大佬  | Lucy                   |
| 2016年 | 巨輪II            | 林淑嫻                 |
| 2016年 | 為食神探          | 唐紫縈（Keira）        |
| 2016年 | 愛·回家之八時入席 | 洪玫瑰                 |
| 2017年 | 全職沒女          | 蘇花                   |
| 2017年 | 愛·回家之開心速遞 | Diana                  |
| 2017年 | 雜警奇兵          | 萬珠                   |
| 2017年 | 誇世代            | 張英鳳                 |
| 2018年 | 波士早晨          | 何淑欣                 |
| 2018年 | 逆緣              | 宋秋波                 |
| 2018年 | 是咁的，法官閣下  | 徐愛玫                 |
| 2019年 | 丫鬟大聯盟        | 五常                   |
| 2020年 | 使徒行者3         | 美妮                   |
| 2022年 | 超能使者          | 陳美珊（Elaine）       |
| 2024年 | 異空感應          | 馮卡雯                 |

### 節目主持 / 司儀（無綫電視）
- 1999年：閃電傳真機
- 2000-2003年：至NET小人類
- 2001-2002年：康泰最緊要好玩
- 2003年：香港非常遊
- 2002-2005年：娛樂大搜查
- 2006年：全日偽裝之王
- 2005-2009年：東張西望（外景部分）
- 2011年：午夜出動
- 2011年：更上一層樓
- 2011年：歡樂滿東華2011
- 2013年至2019年：文化廣場
- 2014年：活得好Easy
- 2015年：家家有喜事
- 2016年：街坊導賞團
- 2016年：區區添食平安夜
- 2017年：慈善星輝仁濟夜
- 2017年：區區添食團年飯
- 2017年：新春花車巡遊匯演

### 節目嘉賓 / 演出 （無綫電視）
- 2003年：日日有食神
- 2006年：15/16
- 2007年：星級廚房
- 2007年：再會歡樂今宵
- 2007年：最緊要進步
- 2007年：問題娛樂圈
- 2008年：戲王群英會
- 2008年：鐵甲無敵獎門人
- 2008年：三個女人一個墟 前傳
- 2008年：亮相
- 2009年：日日有食神
- 2009年：大咕窿
- 2009年：財智達人
- 2009年：愛情研究院
- 2009年：天使甜品Go Go Goal
- 2009年：掌故王
- 2009年：美女廚房
- 2010年：兄弟幫
- 2010年：千奇百趣香港地
- 2010年：千奇百趣Summer Fun
- 2010年：今日VIP
- 2010年：超級遊戲獎門人
- 2010年：甜心先生
- 2010年：逐格鬥
- 2010年：千奇百趣Winter Fun
- 2011年：香港演義
- 2011年：獎門人暑假旅行團
- 2011年：千奇百趣省港澳
- 2011年：今日VIP
- 2011年：新春招牌菜
- 2011年：怒食街頭
- 2011年：福祿壽放暑假（嘉賓評判）
- 2011年：變身男女Chok Chok Chok
- 2011年：福祿壽大假光臨
- 2012年：兄弟幫
- 2012年：姊妹淘
- 2012年：登登登對
- 2012年：五覺大戰
- 2012年：玩轉三周1/2
- 2012年：700萬人的數字
- 2012年：瘋狂歷史補習社
- 2012年：體通體透
- 2012年：迎海尋珍奪寶
- 2012年：千奇百趣高B班
- 2012年：千奇百趣東南亞
- 2013年：今日VIP
- 2013年：反斗紅星放暑假
- 2013年：千奇百趣玩FREE D
- 2013年：超級無敵獎門人 終極篇
- 2013年：寵愛wakaka
- 2014年：吾淑吾食
- 2014年：千奇百趣玩HIGH D
- 2014年：今日VIP
- 2014年：我要做老闆
- 2015年：民峰而至
- 2015年：明星愛廚房
- 2015年：今晚睇李
- 2015年：夜宵磨
- 2015年：超強選擇1分鐘
- 2015年：姊妹淘
- 2015年：活得健康嗎？
- 2016年：姊妹淘（共有兩次）
- 2016年：湊仔攻略
- 2016年3月24日：
都市閑情（「星級寵物駕到」環節）
- 2016年：Do姐有問題
- 2016年：夢想車華
- 2016年: Sunday好戲王
- 2016年6月30日：東張西望
- 2016年：區區開伙
- 2016年：我愛香港
- 2016年：今日VIPet
- 2016年：街坊廚神舌戰東京
- 2017年：新春開運王
- 2017年：最緊要好玩
- 2017年：千奇百趣特工隊
- 2017年：最緊要好好玩消暑版
- 2017年：終極街頭魔法王
- 2017年：我愛EYT
- 2018年：新春開運王
- 2019年：1+1的派對

### 電台節目
- 2005年：二話不說愛上你（新城電台廣播劇）
- 2008年：AiShiTeRu（商業電台）
- 2011年 - 2012年：新香蕉俱樂部（新城電台、嘉賓主持）
- 2013年：咪芝蓮（商業電台）

### 歌曲及音樂錄像
- 2000年：〈我是最強〉（與譚玉瑛、羅貫峰、黃樂兒、唐韋琪、張潔蓮、劉家聰、伍文生、蓋世寶、李天翔合唱）
- 2001年：〈點解咁樣架〉（與蓋世寶合唱）
- 2001年：〈WaLa WaLa 闖世界〉（以Travel 4 Super Girls名義與陳思齊、黃泆潼、陳玟希合唱）
- 2002年：〈森巴嘉年華〉（與譚玉瑛、羅貫峰、唐韋琪、蓋世寶、伍文生、黃樂兒、張國洪、張潔蓮、李天翔、黃佩珊、劉家聰）
- 2015年：《家家有喜事》主題曲（與曾華倩、呂慧儀、黃山怡合唱）

### 其他
- 1999年：戀愛婚Fun紛（模特兒）
- 2001年度萬千星輝賀台慶
- 2003年度萬千星輝賀台慶
- 2004年度萬千星輝賀台慶
- 2009無綫節目巡禮
- 《TVB周刊》精明生活派廣告雜誌
- 2016年：萬眾同心公益金

### 廣告
- 2004年：SOS 護膚品
- 2008年：Bio Slim 纖體
- 2008年：斑馬牌順利筆
- 2010年：靚靚化妝品
- 2010年：設計情報中心
- 2011年：中國平安 網上汽車保險
- 2011年：雲南白藥 田七
- 2011年：名華軒 傢俱
- 2011年：東海酒家、海都酒家、東海海鮮酒家、海都海鮮酒家 東海蟹
- 2011年：樂富廣場 （樂而忘返 體驗豐富 Lots of Choices Full of Joy）
- 2011年：Seiko 精工表 Criteria 2011系列
- 2011年：巴西大自然美 蜂膠
- 2012年：煌府婚宴專門店
- 2012年：莫釘我 驅蚊產品
- 2012年：3M省水閥
- 2012年：黃埔新天地 食牛篇
- 2012年：OSIM 天王椅App 用家Like
- 2012年：IBC 債務重組
- 2014年：Cottex
- 2014年：超力叮飯
- 2014年：CASABLANCA 卡撒天嬌 薄荷清涼羽絲被
- 2014年：睡康寧 Harmony Spa Bed 電動按摩床
- 2014年：健鶴藥業 健骨活骼寶、奧米加倍南極磷蝦油
- 2014年：SINOMAX 冬暖夏涼天絲枕、Hello Kitty 小童護脊桌椅
- 2014年：SINOMAX 太空棉床墊、4D 美腿按摩機
- 2014年、2015年：CENTRO
- 2015年：無綫網絡電視
- 2015年：健鶴藥業 鈣多星
- 2015年：Unisepta/Dermocol 尤力敦酒精消毒啫喱
- 2015年：中國人壽海外 保險
- 2016年：廣誠純釀醋
- 2016年：breo 按摩器
- 2016年：CENTRO 傢俬
- 2017年：Remescar 美脈修復乳霜

## 感情生活
2013年11月21日，張美妮與比她大9歲的髮型屋老闆黃偉強（KK）結婚，結束自2008年開始的愛情長跑，並有多位好友及姊妹出席婚禮，其中包括楊怡、楊思琦、李思捷、姚子羚、黎芷珊等。2018年12月，張美妮於社交媒體宣佈懷孕，並於2019年6月5日誕下女兒黃洛雯（笑咪咪）。

## 軼聞
張美妮曾被披露與著名藝人曾志偉出席澳門某賭場春茗，她被曾志偉帶去敬酒，全晚以女伴身份陪伴曾志偉左右。

## 註解
1. ↑  根據張美妮Facebook（@meini.cheung）於2018年3月5日發出的貼文顯示，西藥藥袋上顯示其身份證上的正式英文名稱為「CHEUNG MEI NI GEENA」。
2. ↑  資料出自無綫電視翡翠台節目《吾淑吾食》第13集〈圍村的飲食智慧〉，2014年2月。

## 外部連結
- 張美妮的新浪微博
- 張美妮的Instagram帳戶
- 張美妮個人網誌
- 名人戰商界——張美妮從頭做起 5位數開髮型屋 頭條日報